# Marc Missonnier
Marc Missonnier (* 21. November 1970 in Oran, Algerien) ist ein französischer Filmproduzent. Zusammen mit seinem Geschäftspartner Olivier Delbosc betreibt er die Produktionsgesellschaft Société Fidélité, eine der fünf größten unabhängigen französischen Filmproduzenten.
Missonier hat an der La femis (École nationale supérieure des Metiers de l’image et du son) studiert.
Er produzierte 1996 seinen ersten Kurzfilm Les mésaventures d’Alfred le crapaud: Double mixte. Es folgten bislang mehr als 70 Produktionen. Er ist Präsident der Association des producteurs de cinéma (APC).

## Filmografie (Auswahl)
- 2000: Unter dem Sand
- 2002: Maléfique – Psalm 666 (Maléfique)
- 2002: Samouraïs
- 2002: Bloody Mallory – Die Dämonenjägerin (Bloody Mallory)
- 2002: 8 Frauen (8 femmes)
- 2002: Das Idol (L’idole)
- 2003: Swimming Pool
- 2004: 5×2 – Fünf mal zwei (5×2)
- 2005: Anthony Zimmer
- 2005: L’Avion – Das Zauberflugzeug (L’avion)
- 2005: Wie sehr liebst du mich? (Combien tu m’aimes?)
- 2006: Die Schlange (Le serpent)
- 2006: Mein bester Freund (Mon meilleur ami)
- 2006: Manche mögen’s reich (Quatre étoiles)
- 2007: Molière
- 2007: Angel – Ein Leben wie im Traum (Angel)
- 2007: Actrices – oder der Traum aus der Nacht davor (Actrices)
- 2007: J’ai toujours rêvé d’être un gangster
- 2008: Ohne Schuld (Pour elle)
- 2008: Ein Engel im Winter (Et après)
- 2008: Auf der anderen Seite des Bettes (De l’autre côté du lit)
- 2009: Enter the Void
- 2009: Der kleine Nick (Le petit Nicolas)
- 2010: Spurlos (Sans laisser de traces)
- 2010: 72 Stunden – The Next Three Days (The Next Three Days)
- 2010: Glück auf Umwegen (La Chance de ma vie)
- 2012: Renoir
- 2012: Asterix & Obelix – Im Auftrag Ihrer Majestät (Astérix et Obélix: Au service de sa majesté)
- 2013: Madame empfiehlt sich (Elle s’en va)
- 2013: La grande boucle
- 2013: Ein Versprechen (A Promise)
- 2014: L’homme qu’on aimait trop
- 2014: French Women – Was Frauen wirklich wollen (Sous les jupes des filles)
- 2014: Der kleine Nick macht Ferien (Les vacances du petit Nicolas)
- 2014: Nur eine Stunde Ruhe! (Une heure de tranquillité)
- 2016: Mit Siebzehn (Quand on a 17 ans)
- 2016: Jacques – Entdecker der Ozeane (L’odyssée)
- 2017: Django – Ein Leben für die Musik (Django)
- 2017: Docteur Knock – Ein Arzt mit gewissen Nebenwirkungen (Knock)